# Sanajeh indicus
Sanajeh indicus (del sànscrit "obertura antiga") és una espècie de serp de la família Madtsoiidae que va viure al Cretaci superior en el que actualment és l'oest de l'Índia. Un fòssil recentment descrit de la formació de Lameta es va trobar enroscat al voltant d'un ou i d'un esquelet adjacent d'una cria de dinosaure sauròpode de 50 cm de longitud. Aquest fet suggereix que aquesta serp depredava cries de sauròpode en els llocs d'aniuament.